# Hieracium fuscatrum
Hieracium fuscatrum là một loài thực vật có hoa trong họ Cúc. Loài này được Nägeli & Peter mô tả khoa học đầu tiên.